# U-668
Unterseeboot 668 foi um submarino alemão do Tipo VIIC, pertencente a Kriegsmarine que atuou durante a Segunda Guerra Mundial.

## Comandantes
| Comandante                | Data                                   |
| ------------------------- | -------------------------------------- |
| Kptlt. Wolfgang Eickstedt | 16 de novembro de 1942 - abril de 1945 |
| Kptlt. Fritz Henning      | abril de 1945 - 9 de maio de 1945      |

## Subordinação
Durante o seu tempo de serviço, esteve subordinado às seguintes flotilhas:
| Período                                      | Flotilha                                   |
| -------------------------------------------- | ------------------------------------------ |
| 16 de novembro de 1942 - 31 de março de 1944 | 5. Unterseebootsflottille (treinamento)    |
| 1 de abril de 1944 - 31 de maio de 1944      | 6. Unterseebootsflottille (serviço ativo)  |
| 1 de junho de 1944 - 8 de maio de 1945       | 13. Unterseebootsflottille (serviço ativo) |

## Operações conjuntas de ataque
O U-668 participou das seguinte operações de ataque combinado durante a sua carreira:
- Rudeltaktik Grimm (31 de maio de 1944 - 6 de junho de 1944)
- Rudeltaktik Trutz (17 de agosto de 1944 - 26 de agosto de 1944)
- Rudeltaktik Schwefel (22 de setembro de 1944 - 25 de setembro de 1944)
- Rudeltaktik Zorn (26 de setembro de 1944 - 1 de outubro de 1944)
- Rudeltaktik Grimm (1 de outubro de 1944 - 2 de outubro de 1944)
- Rudeltaktik Panther (16 de outubro de 1944 - 10 de novembro de 1944)
- Rudeltaktik Stier (25 de novembro de 1944 - 18 de dezembro de 1944)
- Rudeltaktik Hagen (17 de março de 1945 - 21 de março de 1945)